# El fabuloso farsante
El fabuloso farsante, titulado The Fabulous Faker Boy en su versión original, es el vigésimo episodio de la vigesimocuarta temporada de Los Simpson, emitido el 12 de mayo del 2013, escrito por Michael Bridge y dirigido por James L. Brooks, estrellas invitadas en este episodio son Bill Hader, Jane Krakowski, Patrick Stewart y también cuenta con la participación del cantante Justin Bieber quien realiza un cameo.

## Sinopsis
Todo comienza cuando Marge va a la escuela y se reúne con el Director Skinner quien le sugiere que Bart tome clases de música para aminorar su mal comportamiento. Al principio, el niño rechaza todas las clases a la que acude, hasta que llega a la casa de una niña rusa pianista, de la que siente atracción, a cambio de las clases Marge decide impartirle clases de manejo al padre de la chica, que siempre termina en desastre y pesar para Marge. Luego para impresionar a la pianista, Bart decide convertirse en un reconocido pianista para que la chica tenga más alumnos en su clase, pero aunque consigue su propósito con trampa, la chica no le demuestra ninguna muestra de agradecimiento, y para empeorarla, Marge se siente orgullosa por Bart y cuando se entera del fraude del niño se desilusiona aunque al final lo perdona.
Mientras tanto, Homero descubre que se ha quedado "calvo" pues se les ha caído sus dos cabellos restantes, lo que lo deprime, y trata de ocultarlo, pero luego de hablar con otro trabajador calvo de la planta se siente mejor y le confiesa la verdad a Marge, pensando que lo dejaría de amar pero ella lo acepta con cariño haciendo que le vuelvan a crecer de nuevo los cabellos y con Marge agradeciéndole por eso a Dios.
- Datos: Q13175723